# ダミアン浜田
ダミアン浜田（ダミアン はまだ 別名・サタン45世）は、聖飢魔IIの創始者にしてギタリスト。
聖飢魔IIの設定によれば、地獄維新起源の地マウンテンマウス発祥の地獄皇太子から王位を継承し地獄大魔王ということになっている。
地獄皇太子時代は「殿下」（His Highness）の敬称であったが、現在は大魔王位を継承し聖飢魔II公式による正式な敬称は「陛下」（His Majesty）である。早稲田大学教育学部卒業。
一人称は「私（わたし）」。俳優の田辺誠一は世を忍ぶ仮の従弟。以降、ダミアン浜田について、「悪魔としての設定」はそう断り書きの上で述べ、それ以外は客観的事実を述べるものとする。

## 来歴
早稲田大学在学時、大学のフォークソング同好会に集う学生達と共に、自らをリーダーとするは、は、は、は、浜田さんバンドを結成。その際、ダミアンと同級生の第一候補・第二候補のヴォーカリストへ、ダミアンと親しくしていたデーモン閣下を通してヴォーカルのオファーを行ったが断られ、デーモン閣下から「私じゃ駄目なんでしょうか？」という申し出を受けた際、「もぉちろんイイよぉ！」と参加を快諾、デーモン閣下の加入を決定する。
その後、ダミアン作曲の「悪魔組曲」の設定に合わせ、バンド名を聖飢魔IIに改称し、その設定の基礎を作り上げる。
CBSソニーのオーディションへ前述の「悪魔組曲」を提出するも、ダミアンに急用が出来てしまい、聖飢魔IIは解散状態となる。ところが既に解散していた聖飢魔IIへソニーから合格及び（傘下のFITZBEATレーベルより）デビュー決定の知らせが届き、急遽構成員を再編してダミアン自ら形式上のオーディションに参加したが、彼は地元の高等学校で教員の道を歩むことを選んだ。後にこの選択は、「彼自身がプロとしてやっていくほどのギターの腕前があるとは思えず、堅実な道を選ぶという自己判断をしたため」とデーモン閣下は語っている。
聖飢魔IIの公式設定としては「魔世復古の大号令」を発し、地球征服を目的とした『宗教団体』として聖飢魔IIを結成。だが、地球デビューを目前に控えている時に、ダミアンの実父とされるサタン44世大魔王陛下が病に倒れてしまい、「最早、余命幾許も無い」という程の危篤状態になったため、全てをデーモン閣下に託し、地獄に帰還した」ということになっている。
以降は人間の姿へ変身、臨時講師を経て地元である山口県下の高等学校で数学教師の職に就いており、聖飢魔IIのデビュー以後、長らく信者達の間では伝説のような存在となっていたが、1995年8月、大阪･大阪城野外音楽堂を皮切りに、愛知･名古屋市民会館、東京･日比谷野外音楽堂の、計3ヶ所で行われた聖飢魔IIのデビュー10周年記念黒ミサ「オール悪魔総進撃！SATAN ALL STARS」において実に10年振りにその姿を現し、個性的なギタープレイを披露した。
1996年、個悪魔大教典（1stソロアルバム）『照魔鏡』をリリース。初期聖飢魔IIテイストの強い楽曲で、デーモン閣下ら現役構成員達の参加もあった。大半の曲で自身が担当したヴォーカルに関しては賛否両論があったものの、当のダミアン自身はこの『照魔鏡』の発布にあたり、「とにかく自分のやりたい事をやった」と述べている。
長年勤務した山口県立長府高等学校では、軽音楽部の顧問を14年に渡って務め、自身がプロデュースする軽音楽部のCDをインディーズで2作（「輝きを求めて」と「Cheer Up!」）をリリースしており、自らが作詞・作曲を手掛けた曲も収録されている。彼のプロデュースだけあって、初期聖飢魔IIを思わせるような展開の楽曲も一部存在した。後の2004年放送のテレビドラマ『エースをねらえ!』の主題歌を歌った"HIROMI"こと椛田千里はこのころの教え子の一人である。ダミアンが担任で彼が顧問を務めていた軽音学部にも在籍していた生徒にエレクトロニカ・ユニットmacaroomのボーカルemaruがいる。2016年にmacaroomが発売したアルバム『homephone TE』にダミアンは随想文を提供し、emaruが長府高等学校に在籍していた時の思い出などを綴っている。
1999年には聖飢魔II解散3Daysミサの二日目『THE SATAN ALL STARS' DAY』に登場し、再び初期の代表曲を演奏した。
聖飢魔II解散後の4度にわたる期間限定再集結ミサツアーでは、その姿を公の場に現すことはなかったが、2010年9月23日福岡サンパレスホールに於いて行われたミサを観覧に訪れており、その所感を公式DVD内で述べている。
2019年3月、山口県立高等学校教員を退職した。退職理由は音楽活動を開始するためではなく別にある。22歳から57歳で早期退職するまでの35年間教壇に立った。

## Damian Hamada's Creaturesの結成
2020年10月10日、メジャーデビューすることを発表。ヘヴィメタルバンド『Damian Hamada's Creatures』を結成する。 
第一期の改臟人間（メンバー）は下記の通り（さくら“シエル”伊舎堂以外はプログレッシヴ・ロック・バンド『金属恵比須』メンバーを起用）。
さくら“シエル”伊舎堂（Vo）
大地“ラスプーチン”髙木（Gt）
ケン“アレイスター”宮嶋（Ba,Key）
マスヒロ“バトラー”後藤（Dr）
秀貴“ジル”栗谷（Gt）
宏美“ローズ”稲益（Cho）
ダミアン浜田陛下自らが全曲作詞作曲した悪魔のバイブル『旧約魔界聖書 第I章』、『旧約魔界聖書 第II章』の2作品を製作しリリース。2021年11月28日、諸般の事情で開催が延期していたファーストライブ、『魔界小学校入学式典 Devilish Hell Ceremony』が現地およびリモート配信で開催（開催時点で多忙であった大地“ラスプーチン”髙木に代わり、元ViViDのギタリスト「RENO」が一時的にミドルネームラスプーチン付きの代打で出演。また、名古屋・大阪公演ではマスヒロ“バトラー”後藤に代わり、DaizyStripperのドラマー風弥〜Kazami〜がサポートドラマーとして参加。）。ダミアン自身も一部ギター演奏で参加した。
2022年12月に金属恵比須から脱退の意向を告げられたことを受け、オーディションが行われた。第二期の改臟人間（メンバー）は下記の通り。シエル伊舎堂のみ、第一期から引き続きヴォーカルを務める。
シエル伊舎堂（Vo）
RENOファウスト（Gt）
アックスKAZUMA（Gt）
リリス一ノ瀬（Ba）
KAZAMIクロウリー（Dr）
ライブでサポートとして参加したRENOと風弥〜Kazami〜も特別扱いされた訳ではなく、公募を知ってオーディションに参加した。一次審査の段階で両名以上の者はいないと感じさせ、選ばれることがほぼ決定したとのこと。

## 人物
聖飢魔IIの創始者であり、聖飢魔IIの設定の基礎は（デビュー後において整合性を取るために追加された設定や、改変された設定などを除き）ほとんどダミアンによって作られた。バンドの創始者がメジャーデビュー直前にバンドを去るというアクシデントにもかかわらず、リーダーの座を託されたデーモン閣下や構成員によってダミアンが設定したバンドとしての聖飢魔IIのコンセプトは長らく保たれた。
聖飢魔IIが結成された当時のドラマーは、メジャーデビュー時にはギタリストとして参加する・エース清水長官（現ACE）である。これはダミアン自身が自ら「清水さん清水さん、ドラム叩きまへんか？」とオファーした結果なのだが、この時点でエース清水は既にプロのギタリストとしての活動を開始しており、当時は一見サークルのお遊びのような感じだったバンドのドラマーへ、自分の先輩とはいえ、プロギタリストにオファーするというのはある意味勇気がある、もしくは無茶なことをする人物であるともいえる。エース清水自身はダミアンを「悪魔組曲とかモアイ（曲）とか、一体どっからそういう発想が出てくるのか。凄く新鮮で面白い感覚を持った奴」と評している。
初期の代表曲である「蠟人形の館」、「JACK THE RIPPER」、「悪魔組曲作品666番ニ短調」等はダミアンの作であり、その他にも彼の作る曲に見られる特徴として、ヘヴィメタル然とした陰鬱な音色や世界観を持ちながら、耳に残るキャッチーなリフやタメの効いたドラマチックな曲展開を盛り込むところが大きい。現構成員による聖飢魔IIの曲は、様々な音楽性に共通して「人間達へのメッセージ性が強い曲」が多いのに対し、ダミアンの曲は「人間達が踏み込めないような悪魔の世界を描いている曲」が多く、そうした彼の作る楽曲や彼自身が奏でるギターソロは俗に「ダミアン節」という通称が付く程に独特の世界観と存在感を誇った。特に古参の信者やファンでない者が聖飢魔IIと聞いて思い浮かべる楽曲は、前述の3曲などのダミアンの作品が多く、音楽性が初期のヘヴィメタルから大きく変化していたプロ活動後期にもついて回るその強烈すぎるイメージは、逆に後のメンバー達の悩みの種でもあった。
1995年、聖飢魔IIの活動絵巻教典（映像作品・この場合はライブビデオを指す）『オール悪魔総進撃！ THE SATAN ALL STARS』に収録されているダミアンのデーモン閣下との対談において、サタン45世という別の名を持っていることが語られている。
2000年1月1日に遂にサタン45世大魔王陛下として大魔王の座に即位したという説があるが、1999年12月30日聖飢魔II解散ミサ『THE ULTIMATE BLACK MASS』二日目「THE SATAN ALL STARS’ DAY」登場シーンで「His Majesty Damian Hamada」とスクリーンに表記されている。これ以降の期間限定再集結した聖飢魔IIの作品などのスタッフロールの最後は「Say Banzai to His Majesty Damian Hamada！」（訳：ダミアン浜田陛下万歳と言え！）という一文で締め括られるようになり、「ウラビデオ3」にお忍びでインタビューに答えたシーンでは「ダミアン浜田陛下」と表記されていた。
解散後、Yahoo!オークションに、活動当時や解散時に使用していたギターや機材類を自ら出品。出品に関係のない質問に対しても律儀に回答していた。多くは落札されたが、結成時より使用しているギターについては、複数のオークション利用者から「思い出のギターを売らないで欲しい」「そのギターはあなたが持っているべき」「手放さないで」などの意見がQ&Aで展開され、それが決め手になったかどうかは不明だが、「ある関係者方面から止められた為、出品は取り消します」と回答し、そのギターについては出品を取り消した。

## 外見
容姿は他の構成員（メンバー）と異なり、非常に人間に近く、多くの信者から「とても美しい」と評判である。肌の色は白いが、他のメンバーのように歌舞伎メイクのような白さではなく、人間の白人程度であり、ソフト・ヴィジュアル系のナチュラル・メイク程度の色に近い。長らくの間この他の構成員との外見的差異の理由は不明であったが、「魔界の皇族は元々は神を裏切ったルシファー（後の大魔王サタン1世）がその祖であり、最初から悪魔として生を受けたデーモン閣下を始めとした他の悪魔達とは血脈的に異なる。従って、皇家に限っては神々の血統を継いでいるために、その容姿もまた神々の容姿なのである」という説明が前述のYahoo!オークションのQ&Aにて回答された。
補足として、デビュー前に脱退している元構成員の魔女RYO子もダミアン同様に人間に酷似した容姿であるが、設定上は皇族との関係は不明である。また、「天地共通の凶皇である雷神の息子」とされるライデン湯沢も設定上は神であり、ダミアンの説明に則るなら人間に近い容姿のはずなのだが、彼はデーモン閣下をはじめとする他のデーモン系の悪魔達と酷似した容姿であり、設定に一部整合性がとれていないととれることもある。

## その他
以下は基本的に、活動絵巻教典『オール悪魔総進撃！ THE SATAN ALL STARS』、同時期に発売された雑誌GIGSの増刊号、及びダミアン自身のツイッターにおける発言に基づくもの。
- 聖飢魔IIが地球デビューする際に提出した、ダミアン浜田作曲の「悪魔組曲」は、元々はそれぞれの曲は別々に分かれた曲であり、最初から組曲にするつもりで作った訳ではなかったらしいが、ある日新宿の松屋で牛丼を喰っている時に「組曲としてくっつけてみよう」と思いついたという[10]。タイトル後半の「作品666番ニ短調」はリハーサル中に構成員相談のもと追加されたもの[11]。
- ダミアン浜田作曲作品の一つ「Jack The Ripper」は、元々はダミアンが聖飢魔II以前に所属していた「RAY」という別のバンドで演奏されていた「衝動殺人者 RAY」という曲だった。
- 大魔王の王位を継ぐまでは、魔界で地獄の皇太子として摂政職に従事していた。
- 自身が作曲した曲の中で一番思い入れが深い曲は、元々は教典未収録曲だった「野獣」。この時の対談がもとで、その後、小教典「野獣」と大教典「メフィストフェレスの肖像」でアレンジ及び再録という形で収録されることとなった。また、対談の中でこの答えを聞いたデーモン閣下が「次回登場する時はぜひ『野獣』を演奏していただきたい」と発言しており、この発言は解散ミサ二日目でダミアンが登場した時に現実のものとなった。ただし、『野獣』との答えに閣下は非常に驚き、相当意外であるような受け答えと共に「なぜ野獣？」と聞き返し、笑いを堪えていた。また『悪魔の黙示録』によると他の構成員もダミアンの意と異なり、この楽曲に大して良い印象を持っておらず、サポートメンバーの怪人松崎様も同様に「浜田さんならもっと良い曲が沢山あるんですが、なぜ野獣なのでしょう？」と述べていた。
- 上記について、デーモン閣下に「野獣」が一番思い入れが深い理由を訊ねられた際に「私はアニマルプリントが好きなのだ」と発言している。そのためか「オール悪魔総進撃！THE SATAN ALL STARS」で登場した際にはアニマルプリントの衣装を着ていた。
- なお、最も思い入れのある曲として「野獣」をあげてはいるが、最も好きな曲という意味合いではないとの事。その理由は、自分の作った曲は「全て我が子であるからして」「優越[注 9]や順位付けは出来ない」という持論から[12]。「野獣」が思い入れのある曲である理由は、脱退する日のミサでギタリストが交代する直前に最後まで通して演奏した曲であるから。また、聖飢魔IIが誕生した後に初めて0から作り上げた楽曲であることも理由の一つである。
- ギターはフェルナンデス製を愛用しているがヤマハのパシフィカを使用している時期もあった。地球デビュー前はフェルナンデスの豹柄のギターを使っていた（「ウラビデオ」に収録されている地球デビュー前のミサの映像で豹柄のギターを演奏するダミアンの姿が確認できる）。後に「オール悪魔総進撃！THE SATAN ALL STARS」で登場した際にはパシフィカをノーマルのままで使用、解散ミサ二日目以降は濃い赤と黒のゼブラ柄のギター（フェルナンデス 白田一秀モデル BH-155S)を使っている[注 10]。
- デーモン閣下との対談の終盤で、1999年までに洗脳した人間の数をより効率的に増やすようにとアドバイスを送っている。その際、高校の数学教師をしているためか指数関数のグラフを例に出して説明していた。

## ディスコグラフィ

### 聖飢魔II
- 第一大教典『聖飢魔II〜悪魔が来たりてヘヴィメタる』 (1985年9月21日)
- 小教典『蝋人形の館』（1986年4月2日 ）
- 第二大教典『THE END OF THE CENTURY』 (1986年4月2日)
- 小教典『アダムの林檎』（1986年11月1日 ）
- 第三大教典『地獄より愛をこめて』 (1986年11月21日)
- 第十二大教典『メフィストフェレスの肖像』 (1996年6月21日)
- 小教典『荒涼たる新世界/PLANET / THE HELL』 (2016年4月13日)

※以上楽曲提供のみ
- 第十八大教典『THE BLACK MASS FINAL 3 NIGHTS』 (2000年3月8日)

※ #5「野獣」(大教典VER.)にてギターを担当。

### ソロ
- 邪神降誕 (1991年 一部信者へ配布 / Yahoo!ボックスにて自身で公開中 http://yahoo.jp/box/bqxHa4 [リンク切れ])
- 組曲「最終戦争」 (1992年 一部信者へ配布 / Yahoo!ボックスにて自身で公開中 http://yahoo.jp/box/8M_aWx [リンク切れ])
- 魔界美術館 (1994年 一部信者へ配布 / Yahoo!ボックスにて自身で公開中 http://yahoo.jp/box/3CkLFW [リンク切れ])
- 照魔鏡 (1996年 FHDH-96005 / デモ版はYahoo!ボックスにて自身で公開中 http://yahoo.jp/box/tPniJB [リンク切れ])
- 小作品集(Yahoo!ボックスにて自身で公開中 http://yahoo.jp/box/CdVvId [リンク切れ])
- 電脳遊戯背景音楽集(Yahoo!ボックスにて自身で公開中 http://yahoo.jp/box/m20kee [リンク切れ])

### Damian Hamada's Creatures
大聖典
- 旧約魔界聖書 第I章（魔暦22年（2020年）11月25日）
- 旧約魔界聖書 第II章（魔暦22年（2020年）12月23日）
- 魔界美術館（魔暦23年（2021年）11月10日）
- 運命の支配者（魔暦25年（2023年）9月20日）
- 最後の審判（魔暦26年（2024年）4月24日）

### プロデュース
- 輝きを求めて(1999年)
- CHEER UP！(2003年)

※ 当時、顧問を勤めていた山口県立長府高等学校軽音楽部の作品。

### CD未収録曲
- Midnight Soldier（布教活動用デモテープ第二弾収録曲）
- Fire Dancer（布教活動用デモテープ第二弾収録曲）

## 出演

### ラジオ
- 魔界塾〜ダミアン浜田陛下とヘヴィメタる！〜[13] (NACK5『ラジオのアナ〜ラジアナ』内コーナー、2024 (魔暦26) 年1月3日 - ) - 「ダミアン浜田陛下」名義でシエル伊舎堂とともに担当